# Жо Шлесер
Жо Шлесер (на френски: Jo Schlesser) е френски автомобилен състезател, участвал във Формула 1.
Роден е в Лювил, департамент Мьоз, регион Лотарингия, Франция на 18 май 1928 г. Загива при инцидент по време на състезанието за Голямата награда на Франция в Руан, Франция на 7 юли 1968 г. Няма спечелени точки.
Шлесер също е участвал в Гран При на Германия на пистата Нюрбургринг през 1966 и 1967, карайки Матра-Косуърт по спецификации на Формула 2. През 1966 завършва 10 в генералното класиране и 3 в квалификацията за Формула 2. През 1967 е принуден да напусне след проблем със съединителя след 2 обиколки.
Пред Шлесер се появява възможност за участие във Формула 1 през 1968 с тима на Хонда. Екипът току-що е завършил експериментална кола с въздушно охлаждане (наречена RA302). Тест пилотът заявява, че колата не е готова за състезания и е възможно да причини тежък инцидент. Хонда непоколебимо, с финансовата помощ на Хонда Франция, се включват в Гран При на Франция през 1968. За пилот избират местния герой Жо Шлесер.
След две обиколки колата на Шлесер се подхлъзва на завой, излиза от пистата и се удря в насип. Магнезият по корпуса на колата и горивото за 58 обиколки се запалват моментално и не оставят шанс за оцеляване на Шлесер.
В резултат на катастрофата на Шлесер, Хонда се отказват от Формула 1 в края на сезон 1968.
Приятел на Шлесер е бъдещият конструктор във Формула 1 Ги Лижие, който винаги давал на колите си номера, започващи с 'JS', в знак на почит към Шлесер.
Племенникът на Шлесер – Жан-Луи Шлесер по-късно става успешен автомобилен състезател, който започва със състезания във Формула 1 и печели Париж Дакар.